# Hermann Arnhold (Autor)
Hermann Arnhold (russisch Герман Арнгольд; * 3. Oktober 1921 im Dorf Schaffhausen an der Wolga (ehem. Wolgadeutsche Republik); † 3. Mai 1991 in Karaganda) war ein russlanddeutscher Dichter.

## Leben
Nach dem Abitur 1941 in Balzer wurde er mit seinen Landsleuten im September 1941 in die Altai-Region Sibiriens deportiert. Bis Ende 1946 war er in die Arbeitslager (Trudarmee) an der Kama im Ural verbannt. 1948 bis 1962 war er Lehrer in der Altairegion. 1956 bis 1961 nahm er Fernstudium am Fremdspracheninstitut in Alma-Ata auf und arbeitete am selben Institut 1963 bis 1978 als Lehrer und Oberlehrer. 1978 promovierte er in Philologie mit dem Spezialgebiet: Lexikologie und Geschichte der deutschen Sprache. 1978 bis 1986 war er Lehrstuhlinhaber und Dozent an der Universität Karaganda. 1986 ging er in den Ruhestand.
Literarische Veröffentlichungen seit Mitte der 1950er Jahre in der russlanddeutschen Tagespresse, die über 1.000 Gedichte veröffentlichte.

## Werk
Die Gedichte von Hermann Arnhold verflechten das Gestern mit dem Heute, verschmelzen Erinnerungen mit Erwartungen, und greifen aus der Gegenwart in die oftmals wenig erfreuliche, dramatische und tragische Vergangenheit zurück.
Der Nachlass des Dichters umfasst lyrische, epische und publizistische Verse in breiter thematischer Vielfalt: Liebe und Freundschaft; der Glaube an das Gute und das Schöne; der Sieg des Guten über das Böse; der Glaube an ein menschenwürdiges Morgen; das Verhalten zu Natur und Zeit; das Pflichtgefühl vor den kommenden Generationen; der tragische Schicksalsweg der Wolgadeutschen; die Liebe zur Heimat und die Trauer um die verlorene Heimat.

## Gedichtsammlungen
- Singt alle mit! Liedersammlung / [H. Arnhold; A. Anschütz], Alma-Ata: Kasachstan, 1967
- Von Geschlecht zu Geschlecht, Alma-Ata: Kasachstan, 1987
- Parade der Fragen, Alma-Ata: Kasachstan, 1990 – ISBN 5-615-00662-5
- Gedanken und Gefühle, Karaganda, 1992
- Zeiten fließen ineinander, Books on Demand GmbH, Gebundene Ausgabe – September 2008 – ISBN 978-3-8370-6417-9